# Niccolò Tommaseo
(Pensieri morali)
Niccolò Tommaseo, detto anche Nicolò (Sebenico, 9 ottobre 1802 – Firenze, 1º maggio 1874), è stato un linguista, scrittore e patriota italiano.
Al suo nome sono legati il Dizionario della Lingua Italiana, il Dizionario dei Sinonimi e il romanzo Fede e bellezza.

## Biografia

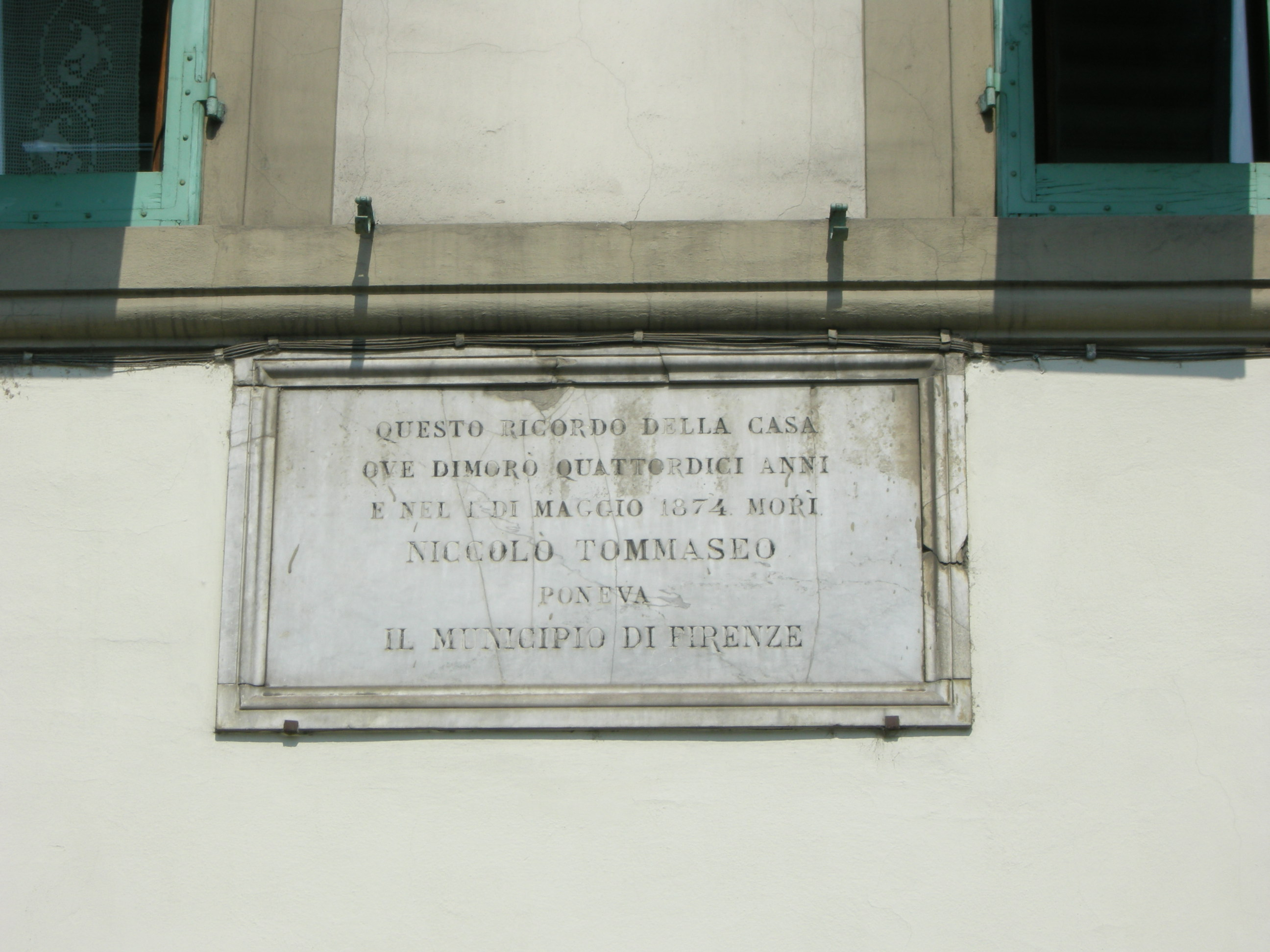
Targa sulla casa dove morì Tommaseo, a Firenze, sul Lungarno delle Grazie.

Nacque a Sebenico, nell'attuale Croazia, figlio di Girolamo, commerciante, e di Caterina Chevessich, un'umilissima massaia. Gli studi elementari gli furono impartiti dallo zio Antonio, frate minore, quindi passò al seminario di Spalato nel periodo 1811-14. Tre anni dopo, intenzionato ad entrare alla facoltà di legge, si portò a Padova dove frequentò il seminario cimentandosi negli studi classici.
Durante il soggiorno padovano ebbe modo di conoscere Antonio Rosmini Serbati, allora studente di teologia, che suscitò in lui la passione per le poesie in latino e la filosofia. Nella città natale, dove tornava nei periodi di vacanza, strinse amicizia con l'erudito Antonio Marinovich di cui frequentò la biblioteca.
Nel 1822 conseguì la laurea, ma non volle esercitare la professione forense e preferì lavorare nel giornalismo e nella letteratura. Tornò per un breve periodo a Sebenico, dove tentò una traduzione del secondo canto dell'Iliade;  poi si trasferì a Rovereto presso Rosmini.
Visse alcuni anni fra Padova e Milano lavorando come giornalista e saggista, frequentando altri personaggi in vista del mondo intellettuale cattolico come Manzoni e Rosmini. È di questo periodo anche l'inizio della collaborazione all'Antologia di Giovan Pietro Vieusseux.
Amico di Antonio Rosmini, di Vincenzo Monti e di Alessandro Manzoni, nel 1825 incontrò Giacomo Leopardi a Firenze, al Gabinetto Vieusseux, ma il rapporto di amicizia si incrinò dopo poco tempo. Nel romanzo Fede e bellezza (1840) descrive il rapporto d'amore in un oscillare fra moralismo ed erotismo; ciò spinse il Manzoni ad accusarlo di essere un pubblico peccatore cattolico.
Trasferitosi a Firenze nell'autunno del 1827, conobbe, tra gli altri, il marchese Gino Capponi e divenne una delle più importanti voci dell'Antologia. Di questo periodo (1830) è anche la pubblicazione del Nuovo Dizionario de' Sinonimi della lingua italiana cui deve gran parte della sua fama. A causa delle proteste del governo austriaco contro un suo articolo in favore della rivoluzione greca, dovette autoesiliarsi a Parigi, mentre le rimostranze austriache portarono alla chiusura della rivista.
Intorno al 1831, prossimo a compiere trent'anni, comincia (anche su incoraggiamento degli amici fiorentini, tra i quali soprattutto Capponi) ad occuparsi di poesia in modo maturo, destinandovi la maggior parte del suo tempo (in gioventù aveva scritto essenzialmente componimenti d'occasione). La sua poesia non appare in alcun modo influenzata dai Canti leopardiani, che erano in parte già comparsi assieme a opere dello stesso Tommaseo nel "Nuovo Raccoglitore". Tommaseo, comunque, mal sopportava ed avversava Leopardi e le sue idee, scrivendo - in una lettera inviata a Gino Capponi nell'agosto 1833 - «Feci stanotte un sogno bellissimo […] Poi, parevami di essere, quasi libero, nell'anticamera delle carceri; e v'era più gonfio in viso e più leggiadretto che mai, l'uomo che ha il genio del Tasso in fondo alla gobba, come il Tasso l'aveva in fondo al bicchiere». Quest'odio scaturiva dal fatto che non gradiva «la [di Leopardi] bestemmia fredda e la sventura noiosa»; d'altronde disse anche: «che io abbassi troppo il L.[eopardi] e il Giordani, può essere; ma vi confesso che le opinioni religiose e morali hanno gran peso nel giudicare, ch'io fo, degl'ingegni: l'uomo che neghi Dio e la bellezza, eziandio umana, del Cristianesimo, parmi natura gretta e dannata in questa vita a gelo perpetuo» (tratto dalla risposta del 13 ottobre 1836 ad Alessandro Poerio).
Negli anni parigini pubblicò l'opera politica Dell'Italia (1835), il volume di versi Confessioni (1836), da alcuni considerato una sorta di risposta ai Canti di Leopardi, il racconto storico Il Duca di Atene (1837), il Commento alla Divina Commedia (1837) e le Memorie Poetiche (1838).
Da Parigi si spostò quindi in Corsica, dove con la collaborazione del magistrato e letterato bastiese Salvatore Viale, proseguì le ricerche di italianistica, contribuendo alla raccolta della copiosa tradizione orale còrsa e definendo la lingua isolana come il più puro dei dialetti italiani.

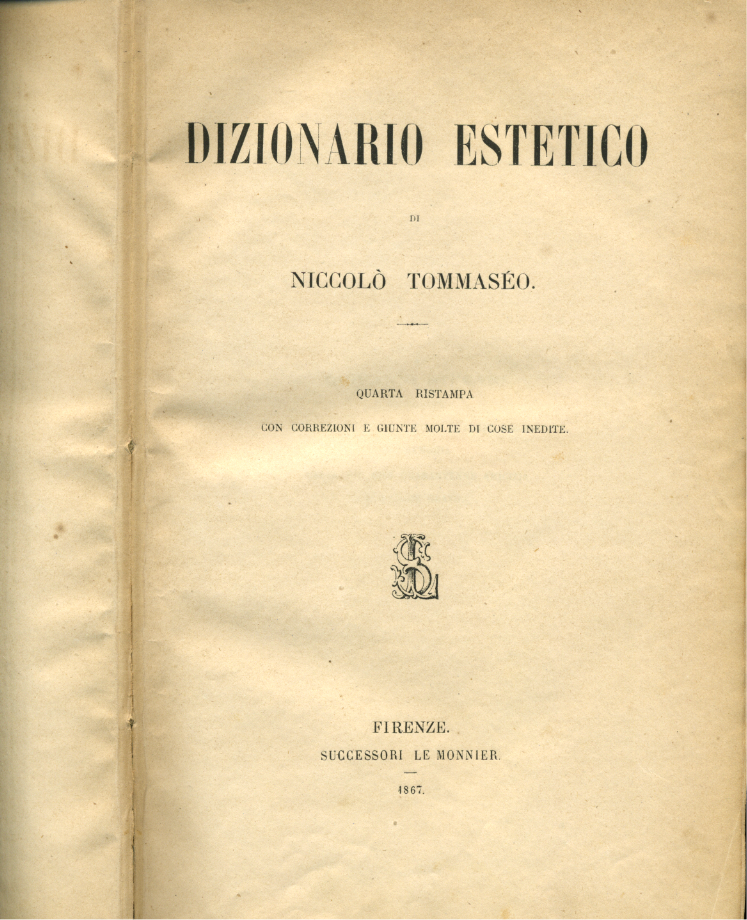
Frontespizio del Dizionario estetico

Si stabilì poi a Venezia dove continuò a pubblicare numerose opere, fra cui le prime due stesure del romanzo Fede e bellezza, considerato il suo capolavoro, precoce tentativo di romanzo psicologico. Sempre di questi anni è la pubblicazione dell'importante raccolta dei Canti popolari toscani, corsi, illirici e greci (1841-42); questo è il documento più schietto col quale l'Italia mostrava, grazie a Tommaseo, di avere decisamente compreso l'importanza scientifica delle raccolte di poesia popolare. Altrettanto importante pubblicazione sono le Scintille (1842), esempio unico di cosmopolitismo culturale dell'epoca.
Nel 1847, tornato nuovamente nel mirino della polizia asburgica, venne arrestato a seguito di alcune dichiarazioni sulla libertà di stampa, che rivendicavano il diritto di vedere applicate leggi che non la limitassero; fu liberato il 17 marzo 1848, insieme con Daniele Manin, durante l'insurrezione di Venezia contro gli austriaci. Alla successiva proclamazione della Repubblica di San Marco, ottenne il maggior numero di voti dopo Manin e prima di Giacomo Treves dei Bonfili, e assunse importanti cariche nel nuovo Stato. Esiliato a Corfù nel 1849, dopo l'entrata degli austriaci a Venezia, si ammalò agli occhi (conseguenza della sifilide contratta durante il soggiorno parigino) ma trovò comunque il modo di scrivere numerosi saggi, tra cui Rome et le monde in francese, in cui da cattolico dichiarava la necessità della rinuncia della Chiesa cattolica al potere temporale. Risale a questo periodo anche l'insofferenza del Tommaseo verso la via "moderata" all'unità d'Italia, da raggiungersi tramite l'unione al Piemonte sabaudo.
Nel 1854, con la vista sempre più compromessa, si trasferì a Torino nel Palazzo Biandrate Aldobrandino di San Giorgio, poi a Firenze (1859), dove restò fino alla morte. A Firenze collaborò alla rivista periodica l'Imparziale Fiorentino, fondata nel 1857 da Michele Luci, figlio del principe Poniatowski. La sua opposizione all'Italia riunita sotto i Savoia si andò radicalizzando, tanto da fargli rifiutare i riconoscimenti ufficiali, tra cui la nomina a Senatore del Regno. Ha scritto la lapide posta alla Casa Guidi dicendo che Elizabeth Barrett Browning ha fatto della sua poesia un "aureo anello" fra Italia e Inghilterra.
Negli ultimi anni, oltre a una ininterrotta pubblicazione di saggi, edizioni critiche e poesie, si dedicò in collaborazione con Bernardo Bellini al monumentale Dizionario della lingua italiana in otto volumi, completato solo dopo la sua morte.
Al di là del suo annoso impegno glottologico, portato avanti sino agli estremi giorni della sua fecondissima vita letteraria, il poderoso suo ultimo lavoro resta quella Storia civile nella letteraria (1872) che, per quanto confusamente adombrato  -nei primordi, quasi, di un genere cognitivo che s'inaugura con la Stael e risorge a rango di una vera e propria branca filosofica soltanto nel XX secolo- e per quanto ivi limitato a un orizzonte Settecenteco, è nondimeno il primo esempio significativo, dall'Italia, nel campo della sociologia letteraria.    
Fra le numerose corrispondenze scritte che il Tommaseo intrattenne per diversi anni con personaggi del suo tempo, esiste un nutrito e variamente interessante epistolario, conservato alla Nazionale di Firenze, che raccoglie le lettere scambiate col medico, letterato e giornalista friulano Pierviviano Zecchini (o Zecchinis) tra il 4 marzo 1841 e il 20 aprile 1874.
Niccolò Tommaseo morì il 1º maggio 1874.
Lo Zecchini, coetaneo del Tommaseo, condivideva con questo numerose amicizie, l'amor patrio, della Dalmazia, del Veneto e per la poesia, inoltre aveva una visione della vita, della storia, della fede, della filosofia e della scienza molto simili allo scrittore. Entrambi ritenevano che l'amore e l'interesse per le tradizioni popolari fossero fondamenta di sano buon senso e determinanti per l'avvenire umano.
Il sanvitese entrò rapidamente in amicizia col Tommaseo nell'occasione della ricerca di canti popolari toscani, corsi, illirici e greci e per facilitare la diffusione del volume già pubblicato da quest'ultimo sull'argomento.

## Nella storia della letteratura
Il Tommaseo poeta «sfuggì a quasi tutti i critici del suo tempo, e anche al De Sanctis», che cita una sola volta nella sua Storia della letteratura italiana, in una lista di minori tra i quali troviamo, ugualmente considerato, Carlo Porta. Per altri la sua opera «dev'essere sollevata nella storia delle lettere italiane a ben più originale significato di quel che solitamente le sia attribuito». Mario Puppo scrivendo dell'intonazione profondamente religiosa del poeta unita al mistero della voluttà, arriva a considerare l'inno Pe' morti «una delle liriche religiose più alte che abbia la letteratura italiana dell'Ottocento». Emilio Radius ha scritto che Fede e bellezza «è il primo dei pochi romanzi di passione erotica e di scrupolo religioso che abbiamo noi italiani». I maggiori poeti dell'Ottocento, quali D'Annunzio, Carducci o Pascoli, «più o meno oscuramente avvertivano nella sua poesia i temi genuini e feraci, e le novità del tono». Dal Leopardi è diviso rispetto alla concezione del dolore, scrive ancora Flora, un'accusa alla natura matrigna per il poeta marchigiano, un'invocazione in Tommaseo, il cui desiderio è «patire con gli altri, di assumere lui i dolori dei buoni e dei rei, come Cristo si caricò delle colpe umane». Ciò non toglie, ad esempio, che in Fede e bellezza si pensi «a Volupté di Sainte-Beuve, al Didimo di Foscolo, all'Ottonieri di Leopardi».

## Monumenti e intitolazioni

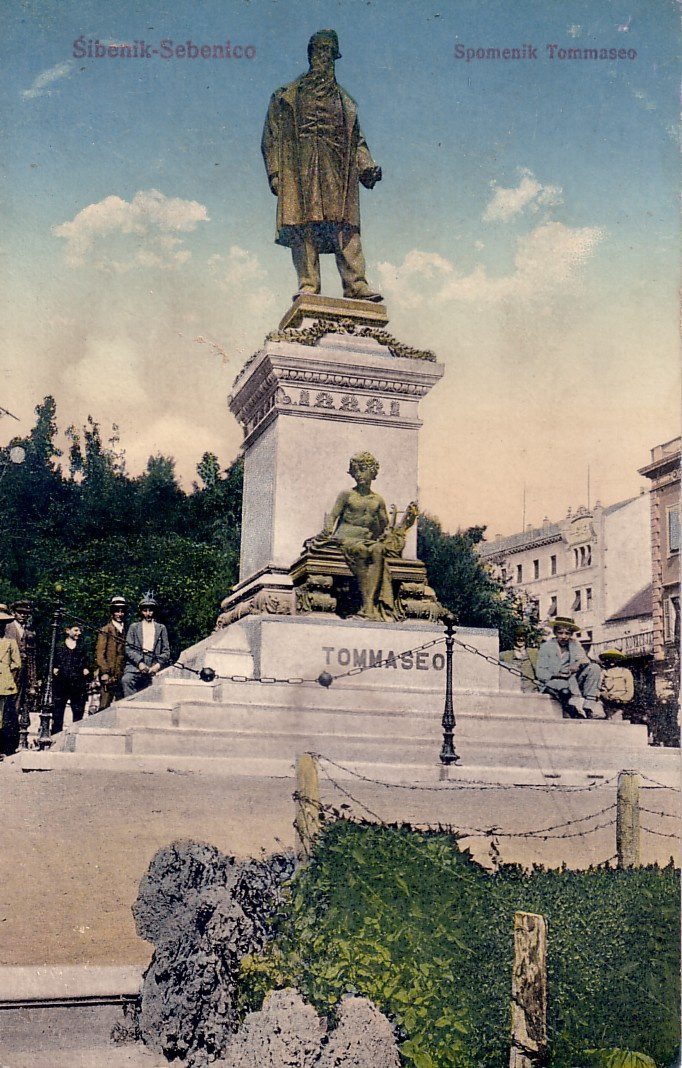
La statua del patriota italiano sebenicense Niccolò Tommaseo, presente un tempo nella piazza principale di Sebenico, demolita dopo la seconda guerra mondiale.

In molte città italiane ci sono monumenti, istituti, vie e piazze intitolate a suo nome. Tra i più importanti ricordiamo:
- Brindisi, il collegio navale è intitolato a Niccolò Tommaseo;
- Busto Arsizio (VA), l'istituto comprensivo statale è intitolato a Niccolò Tommaseo;
- Conselve (PD), l'istituto comprensivo statale è intitolato a Niccolò Tommaseo;
- Firenze Settignano, vi è nella piazza una statua a lui dedicata, Tommaseo inoltre è sepolto nella cappella del Cimitero della frazione fiorentina accanto alla moglie Diamante;
- Milano, la scuola secondaria di primo grado in piazzale Istria è intitolata a Niccolò Tommaseo;
- Roma, la scuola elementare di Roma San Paolo è intitolata a Niccolò Tommaseo. Nell'edificio, trova ora sede l'Università Roma Tre;
- Padova, un'importante e lunga via, passante per la fiera campionaria, il Tempio della Pace e il tribunale e culminante nel Torrione della Gatta delle mura cittadine;
- Torino, l'istituto comprensivo statale è intitolato a Niccolò Tommaseo;
- Trieste, nel centro cittadino si trova il Caffè Tommaseo, inaugurato nel 1830 è il più antico in funzione nella città. La caffetteria si trova in piazza Niccolò Tommaseo;
- Venezia, nella zona di Campo Santo Stefano vi è una statua a lui dedicata.

Monumento demolito a Sebenico
Nella sua città natale, fu eretto un monumento a lui dedicato grazie ad una sottoscrizione popolare, nel periodo in cui la città era sotto il governo austro-ungarico. L'inaugurazione avvenne il 31 maggio 1896; la statua, in bronzo su una base in pietra d'Istria opera dell'artista e scultore Ettore Ximenes, ritraeva il Tommaseo in piedi in atto di meditare e fu posizionata nella piazza principale dove sorge la cattedrale, rivolta verso il mare che separava il patriota dall'amata Italia. Dopo la seconda guerra mondiale, la nuova Jugoslavia socialista decise la distruzione della statua.